# Thales Group
Thales Group je elektrotechnická společnost se specializací na letecký a kosmický průmysl, obranu, bezpečnost a pozemní dopravu se sídlem v pařížské čtvrti La Défense.
Thales, která je uvedena na pařížské burze cenných papírů a která je od 2. dubna 2019 přítomna v 80 zemích a zaměstnává 80 000 zaměstnanců, je jedním ze světových lídrů v oblasti vybavení pro letectví, vesmír, obranu, bezpečnost a dopravu.

## Historie
Počátky skupiny sahají do roku 1998, kdy se pobočky specializující se na vojenské činnosti společností, Alcatel, Dassault Électronique a Thomson-CSF, spojily a vytvořily novou společnost. Na konci roku 2000 získala společnost své současné jméno.
V dubnu 2019 Thales Group koupila společnost Gemalto, která nyní působí jako Thales DIS (Digital Identity and Security).
Gemalto byla až do své akvizice mimo jiné největším světovým výrobcem SIM karet.
Thales DIS Czech Republic s.r.o. existovala pod názvem Gemalto s.r.o. od února 2007, předtím měla společnost ještě jiné názvy.